# Kerry Katona
Kerry Katona, née à Warrington dans le Cheshire, 6 septembre 1980) est une auteure-compositrice-interprète, actrice, et animatrice de télévision britannique. 
Elle est connue pour avoir été membre des Atomic Kitten.

## Biographie
Kerry Katona a été élevée en partie par sa mère Sue Katona et son beau-père, mais également par une grand-mère infirmière et d'autres personnes. Enfant, elle a été élevée par quatre parents d'accueil différents. Pendant ce temps, elle a fréquenté huit écoles différentes. Katona a quitté l'école à l'âge de 16 ans pour devenir danseuse sans diplôme et est devenue membre d'une troupe de danse qui a parcouru toute l'Europe.

### Carrière

#### Atomic Kitten
Katona était connue aux côtés de Liz McClarnon et Heidi Range en tant que membre fondateur du groupe de filles Atomic Kitten. En 2001, elle quitte le groupe à cause de sa première grossesse et est remplacée par Jenny Frost. Après avoir publié leur troisième album, Natasha Hamilton, Liz McClarnon et Frost ont décidé en 2004 de faire une pause. En 2005, 2006 et 2008, de courtes réunions ont eu lieu concernant la publication de chansons de charité. Au début de 2012, des projets de réunion avaient été annoncés, mais ils ont ensuite été rejetés en raison des différences entre Frost et Katona. Enfin, Atomic Kitten a participé au début de 2013 au documentaire The Big Reunion, sur la chaine ITV2. L'occupation, cependant, a provoqué un changement ; Katona a de nouveau été impliquée au lieu du gel. Le 28 mars 2013, Hamilton a annoncé que Frost serait également le bienvenu à tout moment pour un retour.

#### TV
Après le mariage avec Brian McFadden, ancien membre de Westlife, Katona est allée à la télévision et a participé à des émissions telles que Sexiest..., Loose Women et elimiDATE, en Grande-Bretagne. En février 2004, Katona a remporté la troisième saison de I'm a Celebrity… Get Me Out of Here!.
En juillet 2005, Katona a joué dans My Fair Kerry sur ITV, où elle a appris à se transformer en Ladette en femme. Elle a également joué dans un drame irlandais appelé Showbands cette année.
Entre 2007 et 2009, Katona a fait l’objet de trois émissions de télé-réalité sur MTV : Kerry Katona: Crazy in Love, Kerry Katona: Encore une fois et Kerry Katona: Quel est le problème? Kerry Katona: Crazy in Love, audience pour 500 000 spectateurs, est regardée par Kerry Katona: Quel est le problème ?, une série sur le trouble bipolaire de Katona, tombé à 19 000 personnes et MTV l’a abandonnée en août 2009.
À la fin de 2009, Katona a tenté de devenir une candidate sur Celebrity Big Brother 2010 mais a été rejetée par les dirigeants de la série après avoir échoué aux tests psychologiques requis.
La dernière émission de téléréalité de Katona, Kerry Coming Clean, a été diffusée le 24 juin 2010. Katona était candidate à l'émission Dancing on Ice Series 6 avec le patineur anglais Daniel Whiston. Ils ont été éliminés en semaine 5 lors d'une descente en patins contre Jeff Brazier et sa partenaire Isabelle Gauthier.
Katona a été la première colocataire à entrer dans la Big Brother House pour la série 2011 de Celebrity Big Brother aux côtés d'Amy Childs et de Tara Reid, entre autres. Elle a été élue finaliste de la finale après Paddy Doherty le 8 septembre 2011.
En mars 2012, Hamilton a confirmé que le groupe se réunissait pour une tournée estivale, y compris une performance au concert de Diamond Jubilee. Hamilton a également déclaré que le groupe était en pourparlers dans le cadre de leur propre émission de téléréalité concernant le retour, à la suite du succès de la réunion de 2011 et de l'émission de téléréalité Steps. Hamilton a déclaré qu'elle espérait que l'ancienne membre, Kerry Katona, qui avait quitté le trio en 2001 avant de connaître le succès dans les charts, se joindrait à eux pour une performance. La réunion a ensuite été rejetée par les trois membres en raison de la bagarre entre Katona et Frost. En juin 2012, Katona s'est produite à la Gay Pride de Birmingham en interprétant certains de ses succès d'Atomic Kitten, notamment Whole Again et Right Now. C'était la première fois depuis plus de 11 ans que Katona jouait.
Cependant, il a été annoncé le 18 octobre que les membres d'origine d'Atomic Kitten se réuniraient pour une série d'ITV2 aux côtés d'autres groupes pop de leur époque, notamment B Witched, Five, Liberty X et 911,. Natasha Hamilton a tweeté à un fan que la raison pour laquelle Frost n'était pas impliquée était qu'elle attendait des jumeaux, mais qu'elle serait la bienvenue pour rejoindre le groupe dès qu'elle serait prête.
En novembre 2018, il a été confirmé que Katona participait à la sixième série de Celebs Go Dating, qui devrait être diffusée en 2019 sur E4

#### Modèle
Katona est également connue comme un modèle photo. Pour la première fois, elle a posé à l'âge de 17 ans. Katona a posé pour l'édition masculine Zoo. Elle est également apparue dans les journaux New!, Now Magazine et Star.

## Vie privée

### Relation avec Brian McFadden (2002-2006)
Le 5 janvier 2002, Katona a épousé l'ancien membre de Westlife, Brian McFadden, à Rathfeigh, en Irlande, et a pris son nom de famille. Ils ont passé leur lune de miel à Maurice. De cette relation naissent deux filles, Molly Marie McFadden (née le 31 août 2001 à Dublin) et Lilly-Sue McFadden (née le 3 février 2003 à Dublin).
McFadden et Katona se sont séparés en septembre 2004 et Katona a repris son nom de naissance.

### Relation avec Mark Croft (2007-2010)
Le 14 février 2007, Katona a épousé le chauffeur de taxi Mark Croft, mais a conservé son nom de naissance. Six jours plus tard, le 20 février 2007, sa première fille, Heidi Elizabeth Croft, est née six semaines avant la date prévue de l'accouchement. Le 11 avril 2008, son quatrième enfant, Maxwell Mark Croft, est né.
Après la séparation du couple pour la première fois au printemps 2009, la séparation finale entre Katona et Croft a eu lieu en février 2010.